# Březina u Jičína
Březina (deutsch Birkicht) ist eine Gemeinde in Tschechien. Sie liegt drei Kilometer westlich von Jičín und gehört zum Okres Jičín.

## Geographie
Březina befindet sich nördlich des Höhenzuges Velišský hřbet im Bergland Jičínská pahorkatina am Bach Velký Porák. Nördlich des Dorfes liegen die Teiche Ostruženský rybník und Turecká.
Nachbarorte sind Ohaveč und Holín im Norden, Hurychovna und Jičín-Holínské Předměstí im Nordosten, Jičín-Pražské Předměstí und Jičín-Staré Město im Osten, Jičín-Nové Město und Vokšice im Südosten, Podhradí im Süden, Hlásná Lhota im Südwesten, U Rybníka im Westen sowie Ostružno im Nordwesten.

## Geschichte
Březina wurde 1393 erstmals urkundlich erwähnt.
Nach der Aufhebung der Patrimonialherrschaften bildete Březina mit dem Ortsteil Hlásná Lhota ab 1850 eine Gemeinde im Bezirk Jičín. Zwischen 1878 und 1889 hatte die Gemeinde mit Na Karlově (heute U Rybníka) einen zweiten Ortsteil, der dann an Hlásná Lhota angegliedert wurde. 1930 löste sich Hlásná Lhota zusammen mit Na Karlově los und bildete eine eigene Gemeinde.
Im Zuge der Gebietsreform von 1960 wurde Březina am 1. Jänner 1961 nach Hlásná Lhota eingemeindet und wurde am 1. Juli 1987 zusammen mit Hlásná Lhota ein Ortsteil von Podhradí. Seit dem 24. November 1990 besteht die Gemeinde Březina wieder.

## Gemeindegliederung
Für die Gemeinde Březina sind keine Ortsteile ausgewiesen. Zu Březina gehört die Ansiedlung Březinka.

## Sehenswürdigkeiten

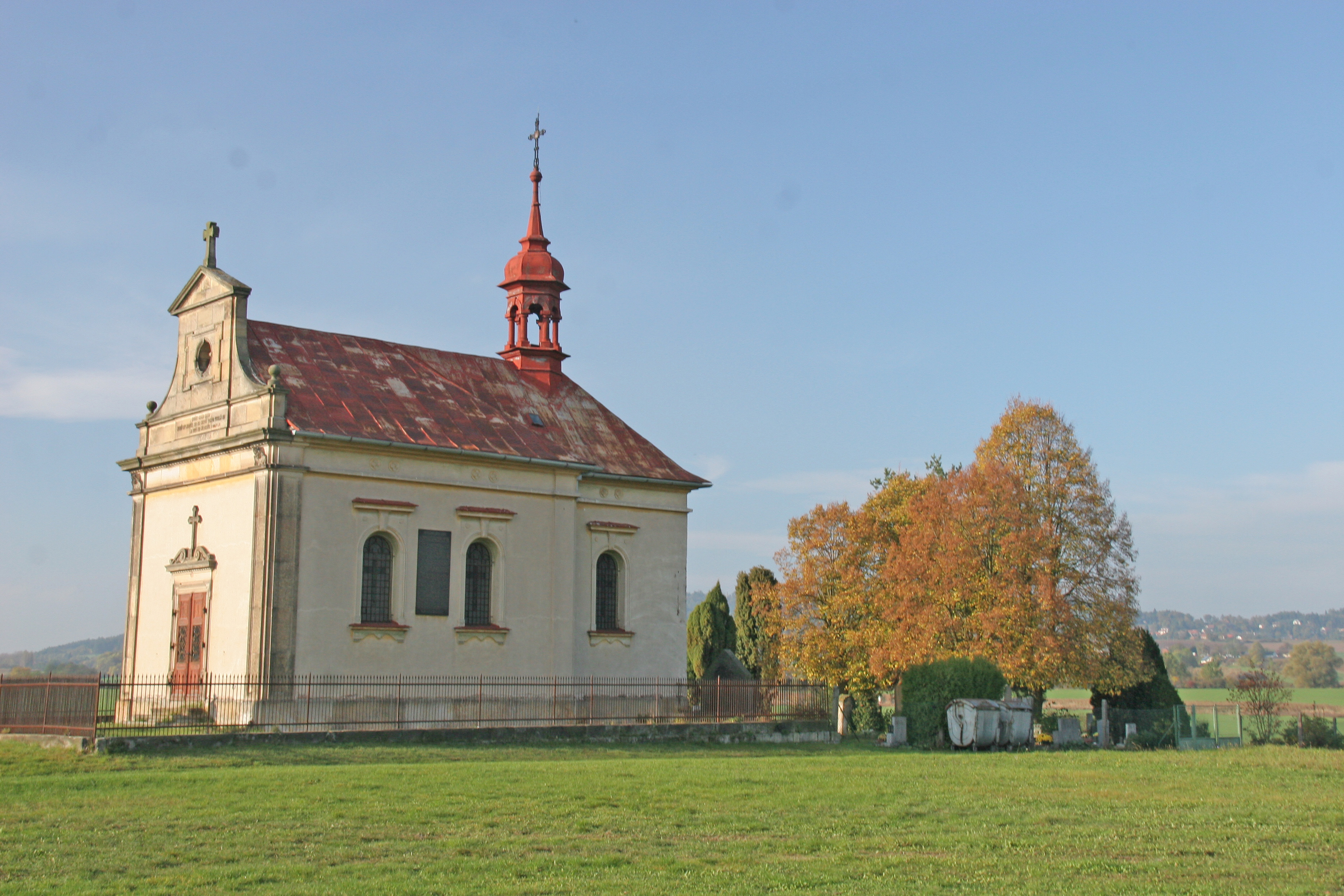
Kirche des Göttlichen Herzen des Herrn

- Kirche des Göttlichen Herzen des Herrn; der Neorenaissance-Bau entstand zum Ende des 19. Jahrhunderts und ist eine Filialkirche von Jičín
- Statuen aus dem 18. und 19. Jahrhundert